# قراءة صامتة قبل النطق

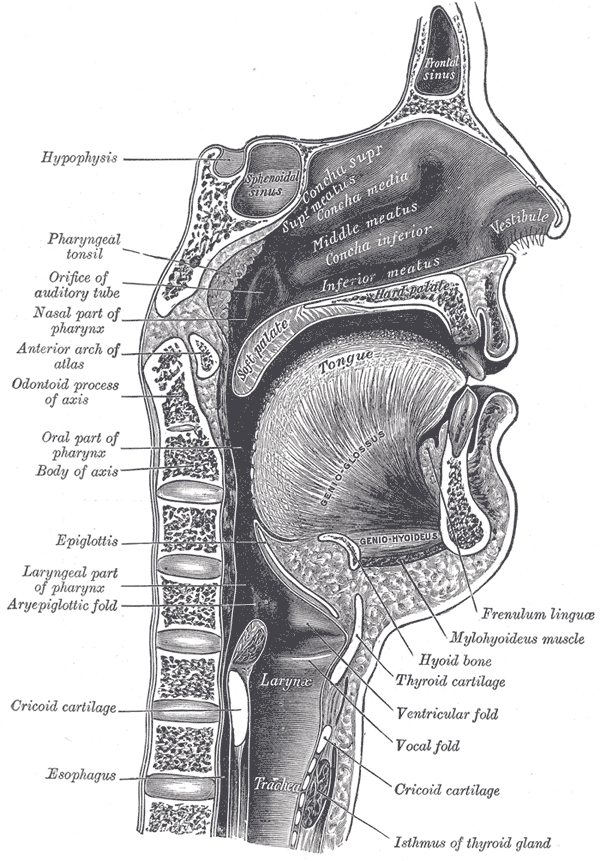

يتم تعريف القراءة الصامتة ما قبل النطق، أو الحديث الصامت، بأنها الحديث الداخلي الذي يقوم به الإنسان عند قراءة كلمة، مما يسمح للقارئ بتخيل صوت الكلمة كما تُقرأ. وهذه العملية عملية طبيعية عند القراءة وتساعد في تخفيف الحمل المعرفي، كما أنها تساعد الـعقل على الوصول إلى المعاني لتمكينه من فهم وتذكر ما تمت قراءته. وعلى الرغم من أن بعض الناس يربطون القراءة الصامتة ما قبل النطق بتحريك الشفتين، إلا أن المصطلح الحقيقي يشير بشكل أساسي إلى حركة العضلات المرتبطة بالتحدث وليس التحريك الحرفي للشفتين. ومعظم حركات القراءة الصامتة لا يمكن كشفها (دون مساعدة من الآلات) حتى بواسطة الشخص الذي يقوم بها.

## مقارنة بالقراءة السريعة
يدعي مشجعو القراءة السريعة بشكل عام أن القراءة الصامتة ما قبل النطق تشكل حملاً إضافيًا على الموارد المعرفية، وبالتالي، تقلل من سرعة القراءة. وكثيرًا ما تصف دورات القراءة السريعة الممارسات الطويلة للقضاء على القراءة الصامتة عند القراءة. وغالبًا ما يُطبق معلمو القراءة العادية التدريس العلاجي على القارئ الذي يقرأ قراءة صامتة قبل النطق للدرجة التي تجعله يقوم بحركات مرئية بالشفتين أو الـفك أو الـحلق.
ولا يوجد دليل على أن القراءة الصامتة العادية غير الملاحظة ستؤثر سلبًا على أي عملية قراءة. ففي المعدلات الأكثر قوة (الحفظ عن ظهر قلب والـتعلم والقراءة للفهم)، يكون كشف قراءة القارئ قراءة صامتة كبيرًا جدًا. وفي المعدلات الأقل قوة والأسرع في القراءة، (القراءة السريعة والقراءة بتمعن) يكون كشف القراءة الصامتة أقل. وبالنسبة للقراء المختصين، تكون القراءة الصامتة قبل النطق في معدلاتها الطبيعية إلى حد ما حتى في معدلات القراءة بتمعن.
وقد يكون من المستحيل القضاء تمامًا وبشكل دائم على القراءة الصامتة ما قبل النطق لأن الناس يتعلمون القراءة من خلال ربط رؤية الكلمات بأصواتهم المنطوقة. كا أن ربط الأصوات بالكلمات يُطبع بشكل ثابت في الجهاز العصبي وحتى مع الصُم، لأنهم سيكونون قد ربطوا الكلمة بالآلية التي تسبب الصوت أو العلامة في إحدى لغات الإشارة الخاصة.[بحاجة لمصدر] والقراءة الصامتة ما قبل النطق هي جزء لا يتجزأ من القراءة وفهم أي كلمة، وتشير اختبارات العضلات الدقيقة إلى أنه من المستحيل القضاء على القراءة الصامتة ما قبل النطق بشكل دائم. وفي معدلات القراءة الأكثر قوة (100-300 كلمة في الدقيقة)، يمكن استخدام القراءة الصامتة لتحسين الفهم.
ويمكن أن تقدم القراءة الصامتة أو القراءة الفعلية مساعدة كبيرة عندما يريد أحد الأشخاص تعلم قراءة قطعة حرفيًا. وذلك لأن الشخص يكرر المعلومات بطريقة سمعية، وكذلك بصرية حيث يشاهد الكلام مكتوبًا على الورق أمامه.

## الكشف
الإدراك الصوتي يشمل مراقبة الحركات الفعلية لـلسان والأحبال الصوتية والتي يمكن تفسيرها بواسطة أجهزة استشعار الـتآثر الكهرومغناطيسي. ومن خلال استخدام الأقطاب الكهربائية ودائرة النانو، يمكن تحقيق عملية التخاطر الاصطناعي مما يتيح للناس التواصل بصمت.

## تاريخ البحث في القراءة الصامتة
يعود تاريخ مصطلح القراءة الصامتة إلى عام 1868. أجرى باحث يُدعى كيرتس تجربة في عام 1899 بهدف تسجيل حركات الحنجرة خلال القراءة الصامتة، وتوصل إلى أن القراءة الصامتة هي النشاط الذهني الوحيد الذي ينتج مقدارًا كبيرًا من الحركة في الحنجرة.
في عام 1950، أحرز إدفيلت تقدمًا كبيرًا لدى اختراعه أداةً تعمل بالطاقة الكهربائية تستطيع تسجيل تلك الحركات، واستنتج أننا بحاجة إلى تقنيات أحدث لتسجيل المعلومات بشكل أدقّ، وأنه يجب أن تُبذل الجهود في سبيل فهم الظاهرة بدلًا من تجاهلها.
بعد محاولات فاشلة في خفض النطق الصامت بين المشاركين في الدراسة، تبيّن عام 1952 أن النّطق الصامت هو نشاط تطوّري يعزز عملية التعليم ولا يجب اعتراضه خلال مرحلة نمو للطفل. في عام 1960، أيّد إدفيلت هذا الرأي.

## تقنيات دراسة القراءة الصامتة
تُدرس القراءة الصامتة عادةً باستخدام تسجيل التخطيط الكهربائي للعضلات، ومهام التحدث المتزامنة، وتكرار الكلام (تظليل الكلام)، بالإضافة إلى تقنيات أخرى.
يُستخدم التخطيط الكهربائي للعضل لإظهار درجة القراءة الصامتة لدى الشخص أو للتدريب على منعها، ويُستخدم أيضًا لتسجيل النشاط الكهربائي الناتج عن العضلات الصوتية المشاركة في عملية القراءة الصامتة.
يشير النشاط الكهربائي الأكبر إلى استخدام أقوى للقراءة الصامت. في حالة التدريب على كبحها، يوضع تسجيل التخطيط الكهربائي للعضل الخاص بالمشاركين أمامهم، ويحاولون في تلك الأثناء التقليل من حركات العضلات الصوتية. يساعد هذا التسجيل الشخصَ على مراقبة قراءته الصامتة والحد منها بشكل ملائم.
خلال مهام التحدث المتزامن، يُطلب من المشاركين في الدراسة إنهاء نشاط يتعلق بالتجربة في حين تكرار كلمات غير ذات صلة في نفس الوقت. على سبيل المثال، قد يُطلب من الشخص قراءة مقطع نصي وإعادة كلمة «كولا» مرارًا وتكرارًا. يُعتقد أن تكرار الكلمة غير ذات الصلة يساهم في إشغال العضلات الصوتية المسؤولة عن القراءة الصامتة. وبذلك، لا يمكن استخدام القراءة الصامتة في المعالجة الذهنية للنشاط الجاري دراسته. غالبًا ما يُقارن المشاركون الذي خطعوا لمهمة التحدث المتزامن مع المشاركين في الدراسة الذين أتمّوا النشاط دون التشويش على القراءة الصامتة. إذا كان أداء النشاط لدى المشاركين في مهمة التحدث المتزامن أقل مقارنة بالمجموعة المقابلة، يُعتقد أن القراءة الصامتة تلعب دورًا في المعالجة الذهنية لذلك النشاط. يُتِم المشاركون في المجموعة الثانية غير المؤثر عليها عادة مهمة مشتِّتة مختلفة لكن مساوية لا تشترك فيها العضلات الصوتية (مثل النقر). يؤكد ذلك أن اختلاف الأداء بين المجموعتين هو في الحقيقة بسبب التشويش على القراءة الصامتة ولا علاقة له باعتبارات مثل صعوبة المهمة أو تشتت الانتباه.
يشبه تكرار الكلام (تظليل الكلام) في مفهومه مهمة التحدث المتزامن. بدلًا من ترديد كلمة غير ذات صلة، يتطلب التظليل الاستماع إلى قائمة من الكلمات وتكرار هذه الكلمات بأسرع ما يمكن خلال تنفيذ مهمة منفصلة يدرسها القائمون على الاختبار.
تتضمن تقنيات التشويش على القراءة الصامتة أيضًا العد والمضغ، بالإضافة إلى تثبيت فك الشخص في أثناء وضعه لسانه في سقف فمه.
يتضمن تمييز النطق الصامت مراقبة حركات اللسان والحبال الصوتية التي يمكن تفسيرها من قبل حساسات كهرومغناطيسية.
عبر استخدام الأقطاب الكهربائية ودوائر النانو، يمكن التوصل إلى تقنية التخاطر الاصطناعي التي تسمح للبشر بالتواصل مع بعضهم بصمت.